# صهیونیسم به مثابه استعمار شهرک‌نشین

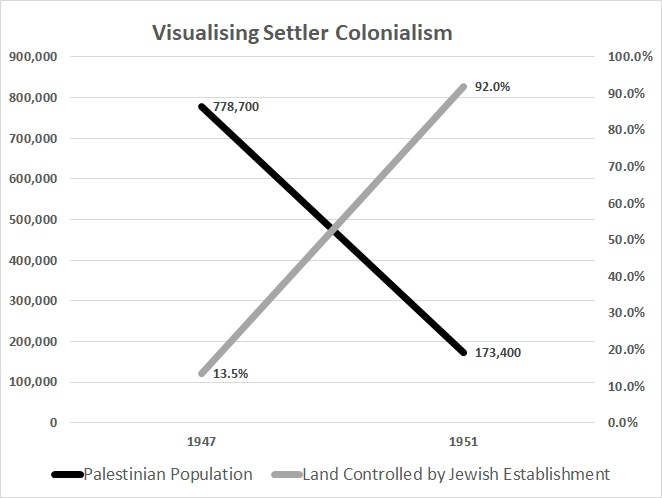
صهیونیسم به مثابه استعمار شهرک نشین

صهیونیسم به مثابه استعمار شهرک‌نشین (انگلیسی: Zionism as settler colonialism)، صهیونیسم توسط چندین محقق به عنوان شکلی از استعمار مهاجرنشین در رابطه با منطقه فلسطین و
درگیری فلسطین و اسرائیل توصیف شده است. این پارادایم توسط دانشمندان و شخصیت‌های مختلفی از جمله پاتریک ولف، ادوارد سعید، ایلان پاپه و نوآم چامسکی در صهیونیسم اعمال شده است.
بنیانگذاران و رهبران اولیه صهیونیسم نسبت به موقعیت خود به عنوان استعمارگر آگاه بودند و از آن ابراز پشیمانی نمی کردند. بسیاری از صهیونیست‌های پیشرو اولیه، مانند زیو ژابوتینسکی در دیوار آهنی (مقاله)، صهیونیسم را به عنوان استعمار توصیف کردند.